# Hynobius amjiensis
Hynobius amjiensis е вид земноводно от семейство Hynobiidae. Видът е критично застрашен от изчезване.

## Разпространение
Разпространен е в Китай.